# Armin Coerper
Armin Coerper (* 1972 in Saarbrücken) ist ein deutscher Journalist.

## Leben
Armin Coerper machte 1991 sein Abitur. Anschließend studierte er in Marburg, London und Berlin Literatur- und Theaterwissenschaft, was er mit dem Titel Magister Artium abschloss. Während seines Studiums arbeitete er als freier Mitarbeiter für das ZDF-Morgenmagazin und den Sender Freies Berlin.
2000 volontierte er beim Zweiten Deutschen Fernsehen in Mainz. Von 2001 bis 2003 war er als Reporter im ZDF-Landesstudio Nordrhein-Westfalen in Düsseldorf tätig, danach in der Redaktion ZDF.reporter. Ab 2005 war er als Reporter der ZDF-Hauptredaktion Aktuelles weltweit im Einsatz; unter anderem berichtete er von der indonesischen Insel Sumatra über die Folgen des Tsunamis, aus London 2005 über die Terroranschläge auf die dortige U-Bahn und aus New Orleans über Hurrikan Katrina. Daneben vertrat er die ZDF-Korrespondenten in Tel Aviv, Kairo, New York und Paris, Peking und Singapur.
Im April 2010 berichtete er aus Warschau über den Absturz der polnischen Präsidentenmaschine über Smolensk und übernahm 2011 die Leitung des Warschauer ZDF-Büros. 2016 kehrte er nach Berlin zurück und berichtete hauptsächlich für die ZDF-Sendung frontal. Seit September 2023 leitet Armin Coerper das ZDF-Auslandsstudio in Moskau.

## Kontroversen
Im Januar 2024 reiste Coerper mit einem ZDF-Team aus Russland in die vom russischen Militär besetzte ukrainische Stadt Mariupol. Der ukrainische Botschafter in Deutschland, Oleksij Makejew, sah in der Berichterstattung aus der ukrainischen Stadt eine Legitimierung der Besatzung sowie eine Relativierung russischer Kriegsverbrechen. Die Osteuropa-Historikerin Franziska Davies bezeichnete die Berichterstattung als „Verharmlosung des russischen Genozids in der Ukraine“, woraufhin der Sender mit einer verteidigenden Stellungnahme reagierte. Die international tätige Nichtregierungsorganisation Reporter ohne Grenzen lobte seine Berichterstattung.